# Alland

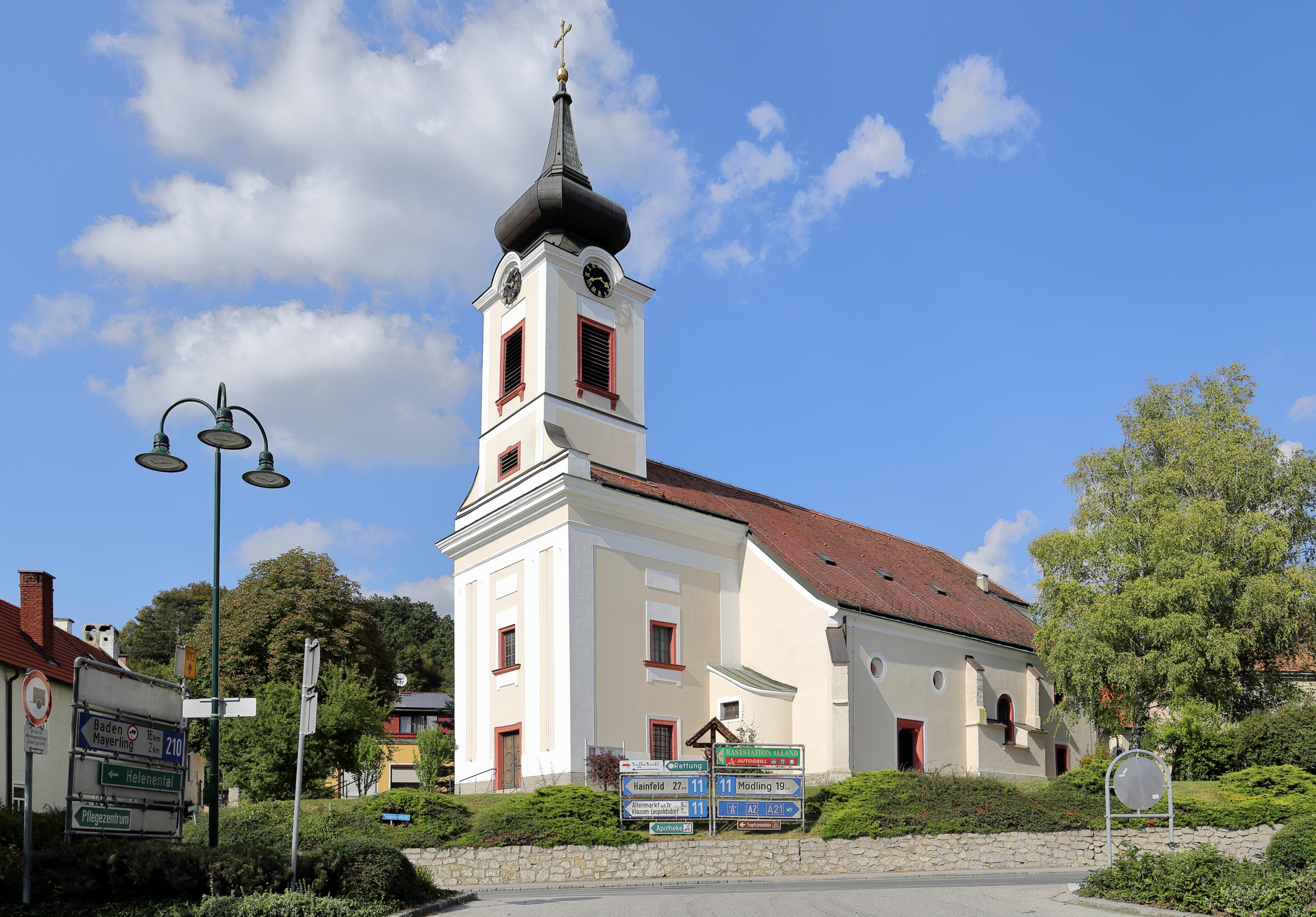
Nhà thờ St. George và Sankt Margareta

Alland là một thị trấn ở huyện Baden trong bang Niederösterreich ở nước Áo. Đô thị này có diện tích 68,71 km², dân số năm 2001 là 2385 người.